# Oksana Luzyschyna

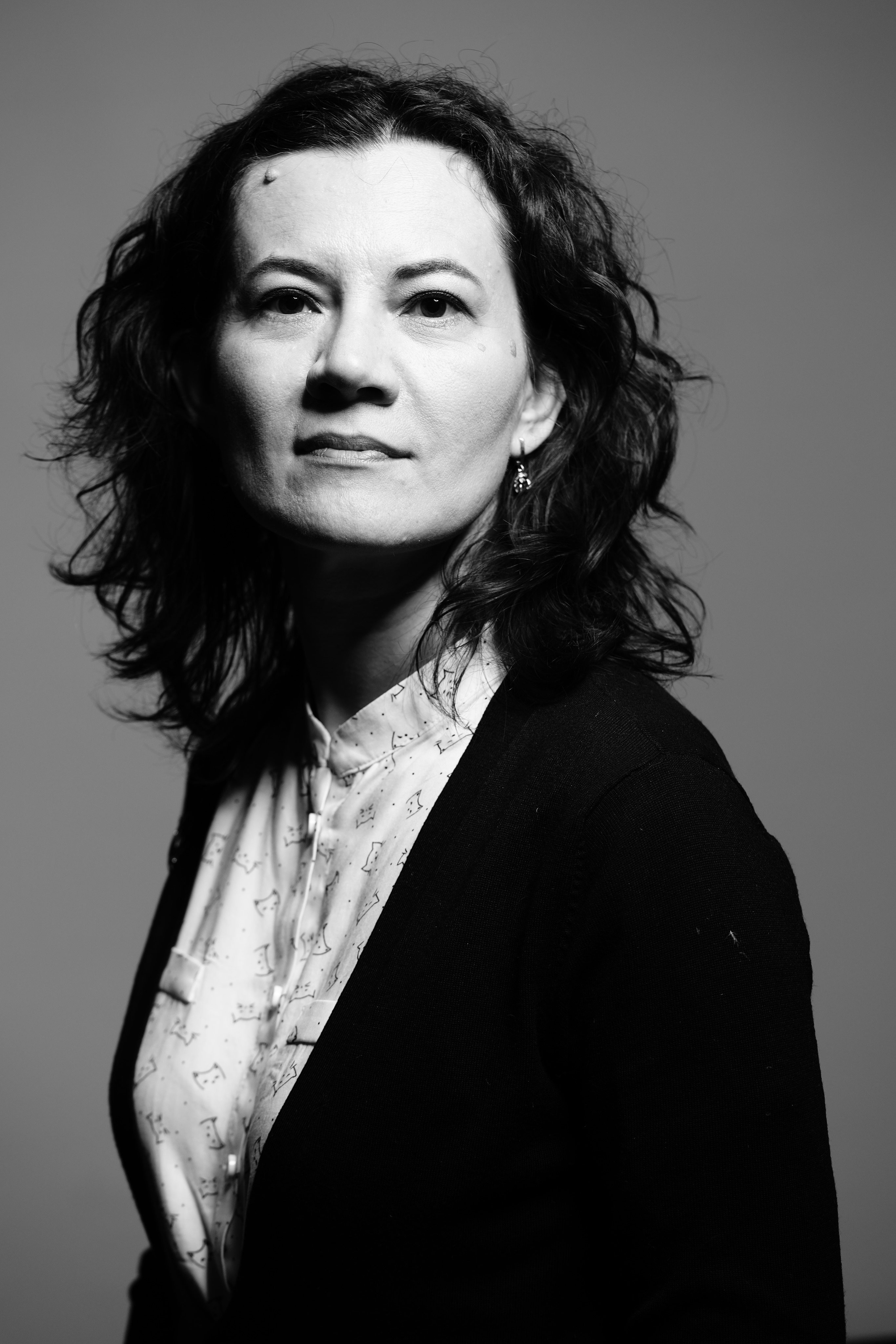
Oksana Luzyschyna

Oksana Petriwna Luzyschyna (ukrainisch Оксана Петрівна Луцишина; wiss. Transliteration Oksana Petrivna Lucyšyna; * 10. Oktober 1974 in Uschhorod, Oblast Transkarpatien) ist eine ukrainische Schriftstellerin, Übersetzerin und Literaturwissenschaftlerin sowie Mitglied des Ukrainischen PEN-Clubs P.E.N.

## Biographie
Oksana Petriwna Kischko stammte aus einer Philologenfamilie, die mehrere Sprachen beherrschte. Sie studierte nach ihrem Schulabschluss ebenfalls Philologie und beendete 1995 an der Uschhoroder Staatsuniversität ihr romanistisch-germanistisches Studium. Was während ihres Studiums verbrachte sie 1993 einige Monate an der Universität von Kansas.
Nachdem sie einige Zeit Englisch und Französisch unterrichtet hatte, nahm sie 2000–2001 an einem internationalen Austauschprogramm von Dozenten teil und unterrichtete in Süd-Florida, wo sie 2006 einen Master in Französisch und in Womenʼs Studies machte. In ihrer Masterarbeit verglich sie das Werk der ukrainischen Schriftstellerin Oksana Stefaniwna Sabuschko mit dem der frankophonen algerischen Autorin Assia Djebar.
Nachdem sie 2012–2013 an der Jagiellonen-Universität in Krakau durch ein Fulbright-Stipendium geforscht hatte, promovierte sie 2014 an der Universität von Georgia mit der Arbeit „The Great Phantasmagorical Season: the Prose of Bruno Schulz in the Framework of Walter Benjamin’s Arcades Project“.
Seit 2015 lebt und wirkt Luzyschyna in Austin, wo sie an der University of Texas at Austin an der Fakultät für Slawische und Eurasische Studien als Dozentin für ukrainische Literatur unterrichtet.

## Auszeichnungen
- 1996 Hranoslov für ihren ersten Gedichtband Nachtbewusst
- 1998 Blahovist-Preis für denselben Band
- 2002 Bohdan-Ihor-Antonytsch-Preis „Grüße des Lebens“ für den Gedichtband Orpheus der Große
- 2010 Kovaliv Foundation literary prize für den Gedichtband Ich höre das Lied Amerikas
- 2020 Preis der UNESCO-Literatur-Stadt für den Roman Iwan und Phoebe
- 2021 Taras-Schewtschenko-Preis für den Roman Iwan und Phoebe

## Werk
Das Werk Luzyschynas reicht von Gedichten über Kurzgeschichten und ausgezeichneten Romanen bis hin zu literaturwissenschaftlichen Arbeiten.
In ihren Jugendjahren begann sie Gedichte zu verfassen. Nach Abschluss ihres Studiums erschienen bis heute vier Bände ihrer Gedichte. Die Themen ihrer Gedichte weisen bereits hin auf ihren weiteren intellektuellen (feministischen) Weg: Ihre ersten Gedichte fokussieren das komplexe und schwierige Verhältnis der Eltern zueinander.
Nach ihrer Etablierung in den Vereinigten Staaten publizierte Luzyschyna einen Band von Erzählungen und zeitgleich ihren ersten Roman Die Sonne geht so selten unter. Der zweite Roman Liebesleben greift zurück auf ihre Magisterarbeit von 2002, indem sie an den aufsehenerregenden feministisch-erotischen Debütroman Oksana Sabuschkos Feldforschungen über ukrainischen Sex und ihre weiteren eigenen feministischen Forschungen anschließt. Oksana Sabuschko selbst pries diesen Roman als eigenständige Meisterarbeit und amerikanischen page-turner. Der dritte Roman schließlich, Iwan und Phoebe, der in Uschhorod, Lwiw und Kiew spielt, wurde 2020 mit dem Preis der UNESCO-Stadt der Literatur Lwiw und 2021 mit dem renommierten Taras-Schewtschenko-Preis ausgezeichnet.
Als Übersetzerin ins Englische ist Luzyschyna vor allem auf dem Feld der Gedichte und Kurzgeschichten tätig.
Außerdem schreibt sie regelmäßig Rezensionen.

### Gedichtbände
- Nachtbewusst (Усвідомлена ніч). Kiew, Hravoslov (1997);
- Orpheus, der Große (Орфей Великий). Paris u. a. Zerna (2000);
- Ich höre das Lied Amerikas (Я слухаю пісню Америки). Lwiw, VSL (2010);
- Felizitasʼ Gedichte (Вірші Феліцити). Lwiw, VSL (2018).

### Erzählungen
- Nicht erröten (Не червоніючи). Kiew, Fakt (2007).[2]

### Romane
- Die Sonne geht so selten unter (Сонце так рідко заходить). Kiew, Fakt (2007).
- Liebesleben (Любовне життя) Lwiw, VSL (2015).
- Iwan und Phoebe (Іван і Феба). Lwiw, VSL (2019)

### Wissenschaft
- The Great Phantasmagorical Season: the Prose of Bruno Schulz in the Framework of Walter Benjamin’s Arcades Project. Diss. phil. Athens, Georgia 2014.[3]

### Interviews
- Gender bringt einen nach Amerika. Interview mit Oleksandr Hawrosch (ukr.), in: Ukraina moloda 40 (2008), online[4]
- Über den Einfluss Oksana Sabuschkos auf mich zu reden fällt mir sehr leicht (Говорити про вплив на мене Оксани Забужко найлегше…), in: LitAkcent 2 (2008)